# プレストン (イングランド)
プレストン（Preston）は、イングランド北西部・ランカシャーにあるシティのシティ・オブ・プレストンの中心エリアであり、ランカシャーの州都 (カウンティ・タウン) である。アイリッシュ海に注ぐリブル川沿いに位置する。アイルランドとの貿易を大規模に扱う港町。

## 沿革
- 12世紀 特許状を受ける。
- 1648年 クロムウェルの議会軍が国王軍を破る（プレストンの戦い）。

## 姉妹都市
- レックリングハウゼン、ドイツ
- ニーム、フランス
- アルメロ、オランダ
- カリシュ、ポーランド

## 出身人物
- ウェイド・バレット - プロレスラー
- キャスリーン・フェリア - 歌手
- ゴードン・ミルン - 元サッカー選手、元サッカー指導者
- トム・フィニー - サッカー選手
- ニック・パーク - アニメーター
- フィル・ジョーンズ - サッカー選手